# Project MUSE
Project MUSE è una biblioteca digitale e un servizio di indicizzazione online, che dal 1995 fornisce l'accesso al testo integrale di oltre 195 pubblicazioni accademiche nell'ambito delle scienze matematiche, sociali e delle discipline umanistiche. Inoltre, sono presenti anche riviste sottoposte a revisione paritaria e libri in formato elettronico.
Il sito è un aggregatore di contenuti privi di DRM, operando come un servizio web di acquisizione di terze parti in modo simile a siti come EBSCO, JSTOR, Rakuten OverDrive e ProQuest.
Al 2019, erano indicizzate oltre 600 riviste pubblicate da più di 250 case editrici di ateneo e società di apprendimento di tutto il mondo, delle quali 100 sono presenti con il loro archivio storico completo. Sono abbonate a questo servizio web più di 2.500 biblioteche accademiche, pubbliche, speciali e scolastiche. MUSe pratica una politica di prezzo personalizzata rispetto alle esigenze di servizio e di bilancio dei singoli clienti.

## Storia
Il MUSE fu un'iniziativa pionieristica, nata nel '93 da un'intesa fra la Johns Hopkins University Press e la biblioteca d'ateneo intitolata a Milton S. Eisenhower Library, col finanziamento della Mellon Foundation e del National Endowment for the Humanities per le attività iniziali di digitalizzazione delle riviste. Due anni più tardi, il sito fu lanciato con l'indice delle riviste edite dalla Johns Hopkins University Press.
A partire dal 2000, furono aggiunte di anno in anno anche le riviste pubblicate da altri editori. Nel gennaio 2012 fu introdotta una nuova interfaccia che permetteva di gestire i libri pubblicati in formato elettronico dai membri del University Press Content Consortium (UPCC), oltre alla collezione di riviste già presente nella banca dati.
Le ricerche vengono seguite tramite l'applicazione SWISH (Simple Web Indexing System for Humans), che permette di utilizzare gli operatori booleani per identificare link ipertestuali a 
volumi, numeri, note a piè di pagina distinte fra note bibliografiche ed esplicative, all'interno di più di 40 soggetti tematici.

## Descrizione
MUSE è un progetto collaborativo senza fini di lucro fra un consorzio di istituzioni accademiche e case editrici, ed è gestito dalla Biblioteca Milton S. Eisenhower. La mission dell'iniziativa è quella di diffondere studi accademici di qualità mediante un modello operativo sostenibile capace di coniugare le esigenze delle biblioteche con quelle degli editori. 
Tutte le pubblicazioni provengono esclusivamente da case editrici universitarie e le sottoscrizioni sono disponibili soltanto per le istituzioni, ma non per soggetti privati. Gli articoli possono essere esportati in formato PDF o HTML. 
MUSE fu una delle prime risorse web specializzate nell'indicizzazione di articoli pubblicati case editrici accademiche e società di apprendimento. Al 2020, rimane inoltre una delle poche a fornire accesso in modalità testo integrale a questa tipologia di contenuti.